# Johannes Dreyer
Johannes Dreyer, auch Johann Dreger, Dreiger, Dreier (* um 1500 in Bega; † 1544 in Minden) war ein lutherischer Theologe und gilt als Reformator der Reichsstadt Herford.

## Leben und Wirken
Dreyers Vater war Ratsherr in Bega, sein Onkel Hermann war im Augustinerorden aufgestiegen und mehrfach Provinzial der sächsischen Ordensprovinz gewesen. Wann und wo Dreyer in den Orden eintrat, ist unbekannt. Es wird berichtet, dass Gerhard Hecker, der sich seit 1521 im Augustinerkloster Osnabrück aufhielt, sein Lehrer gewesen sei. Den Grad eines Doktors der Theologie erlangte er als Ordensmitglied. Wo die Promotion erfolgte, ist aber unbekannt.
Bereits in den Entscheidungsjahren der Reformation hatte sich Dreier der Lehre Martin Luthers zugewandt, war jedoch öffentlich erst 1524 damit hervorgetreten. Der gesamte Herforder Konvent hatte sich ebenso wie das Herforder Fraterhaus frühzeitig zu Luther bekannt.
Dreyer und Lang sollen zusammen in Wittenberg und Braunschweig gewesen sein. Als die Stadt ihn zum Prediger haben wollte, lehnte er ab, widmete aber den Braunschweigern sein Büchlein Eine korte underwysynge yn dem hylgen Worde Goddes (1528). Dieses bemerkenswerte Buch vermittelt einen Eindruck von der damaligen biblisch-dogmatischen Predigtweise.
Den Herforder Konvent verließ er 1530, einige Jahre vor dessen Auflösung. Als sich die Stadt der Reformation öffnete, wurde Dreyer 1532 erster lutherischer Prediger am Herforder Münster und verfasste die Kirchenordnung Ordinantie kerken ampte der erliken stadt Herford. Ihre Durchführung wurde durch Einspruch des Herzogs Johann III. von Kleve und durch Spannungen mit Luther wegen der beabsichtigten Schließung des Fraterhauses hinausgeschoben. Verlesen wurde die Dreyer'sche Kirchenordnung am 7. April 1532, gedruckt aber erst 1534 in Wittenberg (mit einer Vorrede von Johannes Bugenhagen, an dessen Braunschweiger Kirchenordnung von 1528 sich Dreyers Werk orientierte).
Der Augustinerkonvent in Herford löste sich schon 1532 auf (nach andern Quellen 1540) und übergab sein Haus der Stadt zur Einrichtung einer Schule. Dreyer blieb bis 1540 in Herford. Da ihn die Stadt zu kurz hielt, ging er nach Minden, wo es ihm kaum besser erging: auch dort begegnete ihm die Stadt mit Undank. Spannungen und Kämpfe verkürzten sein Leben.

## Werke
- Eine korte underwysynge yn dem hylgen Worde Goddes. (1528)
- Ordinantie kerken ampte der erliken stadt Herford. Joseph Klug, Wittenberg 1534.
  - Reformatorische Frömmigkeit. Die Kirchenordnung des Dr. Johannes Dreier aus dem Jahre 1532. Hrsg. vom. Kirchenkreis Herford. Herford 1982.